# Bisão-americano
O bisão-americano, bisonte-americano ou búfalo-americano (Bison bison) é uma espécie de bisão (bisonte) que habita a América do Norte. Pastam nas pradarias, em grandes manadas, migrando para o sul durante o inverno, e já foi extremamente abundante. Antes da colonização europeia da América, eram caçados pelos nativos americanos, mas os colonizadores quase os exterminaram. Tornou-se quase extinta por uma combinação de caça comercial e abate no Século XIX e introdução de doenças de bovinos provenientes de gado doméstico, e fez um recente ressurgimento em grande parte restrita a poucos parques e reservas nacionais. Sua escala histórica mais ou menos formado um triângulo entre o Grande Lago do Urso no extremo noroeste do Canadá, ao sul de estados mexicanos de Durango e Nuevo León, e no leste da costa atlântica dos Estados Unidos de Nova Iorque para a Geórgia e por algumas partes para a Flórida.
Duas subespécies foram descritas: Bisão-da-planície (Bison bison bison), menores em tamanho e com uma corcunda mais arredondada, e o bisão-da-floresta (Bison bison athabascae), o maior dos dois e ter uma corcunda mais alta e quadrada. Além disso, tem sido sugerido que o Bisão-da-planície do norte consiste de um (Bison bison montanae) e uma subespécie do sul, elevando o total para três. No entanto, isto geralmente não é suportada. O bisão-da-floresta é uma das maiores espécies selvagens de Bovídeos no mundo, superado apenas pelo Gauro e Búfalo selvagem asiático. É o maior animal terrestre existente na América do Norte.

## Descrição
Um bisão tem o pelo longo, um pesado casaco marrom escuro no Inverno que tem um peso mais leve no Verão. Como é típico nos Ungulados, os bisões machos são um pouco maiores do que as fêmeas e, em alguns casos, pode ser consideravelmente mais pesados. Bisão-da-planície são muitas vezes em menor variedade de tamanhos, e bisão-da-floresta em escala maior. Faixas de comprimento de cabeça e corpo de 2 a 3,5m de comprimento, a cauda acrescentando 30–91 cm. Altura do ombro na espécie pode variar 152–186 cm. Peso pode variar de 318 a 1.000 kg, O mais pesado bisão já registrado pesava 1,270 kg Quando criados em cativeiro e criados para a carne, o bisão pode crescer anormalmente o maior e mais pesado bisão semi-doméstico pesava 1,724 kg As cabeças e os dianteiros são enormes, e ambos os sexos têm chifres, chifres curvados que podem crescer até 61 cm de comprimento, que eles usam para lutas por status dentro do rebanho e para a defesa.
Bisões são herbívoros, pastando nas gramas e ciperáceas em pradarias norte-americanas. Sua programação diária envolve períodos de duas horas de pastejo, descanso e ruminação, em seguida, movendo-se para um novo local para pastar novamente. Período de reprodução é em agosto e setembro, a gestação é de 285 dias. Um único bezerro marrom-avermelhado até a próxima bezerro nascer. Se a bisão não está grávida, um bezerro mama por 18 meses. Aos três anos de idade, bisões são maduros o suficiente para se reproduzir. bisões dessa idade podem tentar acasalar com outras, mas se os bisões adultos estão presentes, eles podem não ser capazes de competir até chegar a cinco anos de idade. Bisão têm uma expectativa de vida de aproximadamente 15 anos em estado selvagem e até 25 anos em cativeiro.
Para os dois primeiros meses de vida, os bezerros são de cor mais clara do que o bisão adulto. Uma condição muito rara é o bisão-branco, em que o bezerro se transforma inteiramente branco. Bisões brancos são considerados sagrados por muitos nativos americanos.

### Nome

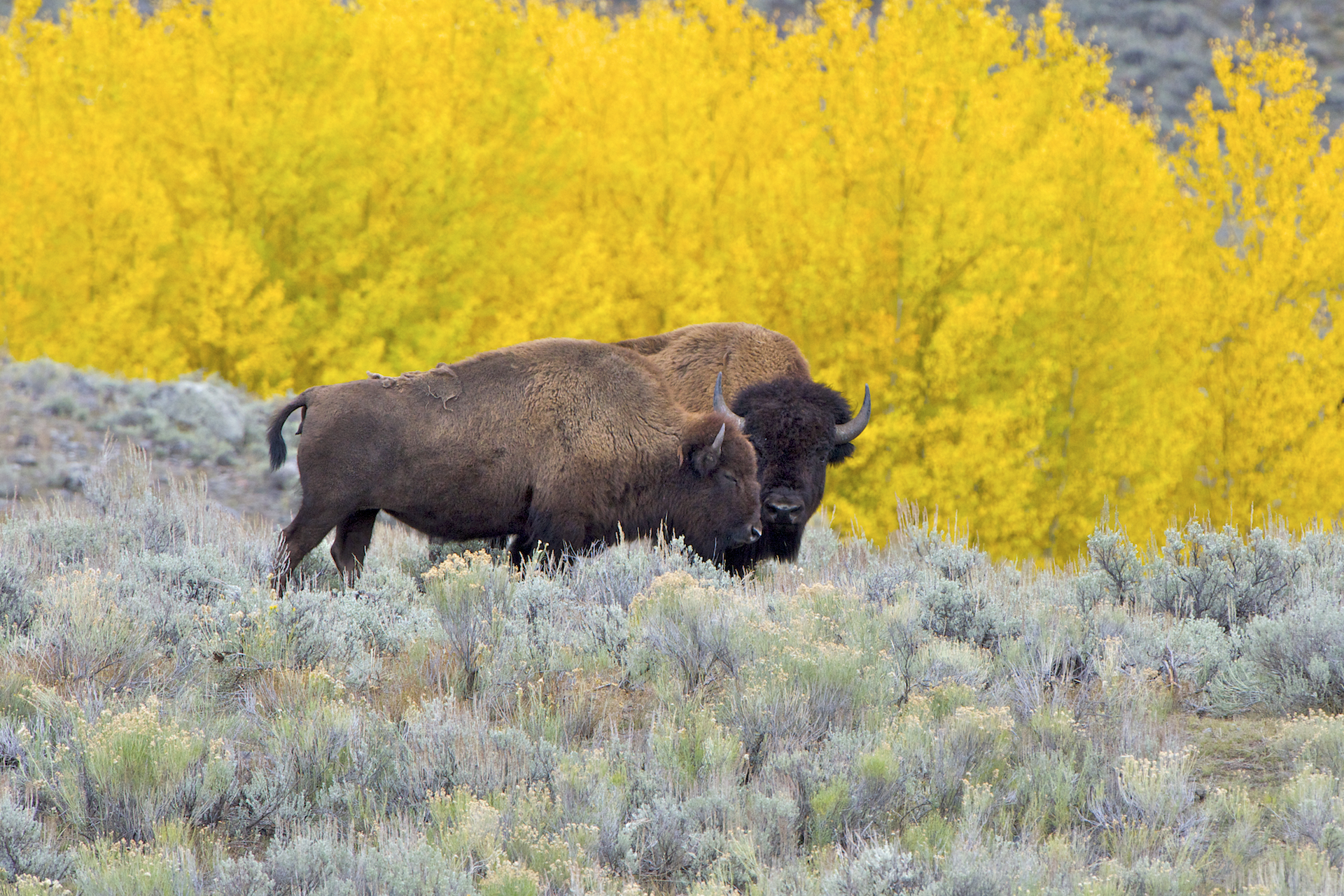
Um bisão americano macho adulto e uma fêmea adolescente.

O termo "búfalo" às vezes é considerado um equívoco para este animal, pois é apenas distantemente relacionado com qualquer um dos dois "verdadeiros búfalos", o Búfalo-asiático e o Búfalo-africano. No entanto, "bison" é uma palavra grega que significa boi como animal, enquanto o "buffalo" originou-se com os caçadores de peles franceses que chamaram estes enormes animais de bœufs, o que significa boi ou boi castrado dois nomes, "bison" e "buffalo", têm um significado similar. Embora o nome "Bison" pode ser considerado mais correto cientificamente, como resultado de uso normal do nome "Buffalo" também é considerada correta e está listada em muitos dicionários como um nome aceitável para Buffalo ou bisão americano. Em referência a esse animal, o termo "Buffalo", data para 1635 no uso norte-americano quando o termo foi registrado pela primeira vez para o mamífero americanos. Assim, tem uma história muito mais longa do que o termo "bison", que foi registrado pela primeira vez em 1774. O bisão-americano está intimamente relacionado com o wisent ou bisão-europeu.

### Diferenças do bisão-europeu
Apesar de serem superficialmente similares, o bisão-americano e europeu apresentam uma série de diferenças físicas e comportamentais. Bisão adulto americano é um pouco mais pesado, em média, devido à sua menor rangy forma, e têm pernas mais curtas, o que os tornam ligeiramente mais curtos na altura dos ombros. bisão-americano tendem a pastar mais, e caminhar menos do que seus primos europeus, devido aos seus pescoços serem definidos de forma diferente. Comparado com o nariz do bisão-americano, que da espécie europeia é definido mais à frente do que a testa quando o gargalo se encontra numa posição neutra. O corpo do bisão-americano é mais peludo, embora a sua cauda tenha menos cabelo do que a do bisão-europeu. Os chifres do bisão-europeu apontam para a frente fora do plano de seu rosto, tornando-se mais aptos a lutar com os chifres da mesma maneira como o gado doméstico, ao contrário do bisão-americano, que favorece a alimentação. Os bisões-americanos são mais facilmente domesticados do que seus primos europeus e produzir mais facilmente como o gado doméstico.

### Evolução
A família bovina (Taurids e Bisonids) divergiu da linha ancestral comum com Búfalo-asiático e o Búfalo-africano há cerca de 5 a 10 milhões de anos. A partir daí, a linhagem familiar do bisão e taurus não parece ser uma estrutura a termo "árvore" em linha reta, como é muitas vezes representado em grande evolução, porque há evidências de miscigenação e cruzamento entre espécies diferentes e membros dentro desta família, até mesmo muitos milhões anos depois de seus antepassados separados em diferentes espécies. Este cruzamento não foi suficiente para confundir as diferentes espécies de volta, mas resultou em relações inesperadas entre muitos membros deste grupo, como o Iaque estar relacionado com o bisão-americano, quando tais relações, de outra forma não ser aparente.
Um estudo do DNA mitocondrial de 2003 indicou quatro linhagens maternas distintas na tribo Bovini:
1. Bovinos taurus e Zebu,
2. Wisent,
3. Bisão-americano e Iaque,[19] e
4. Banteng, Gauro e Gayal.

No entanto, a análise do cromossomo Y associado bisão wisent e americano. Um estudo anterior, utilizando polimorfismo de comprimento de fragmentos amplificados (AFLP) fingerprinting mostrou uma estreita associação de bisões wisent e americano e, provavelmente, com os iaques, mas observou que o cruzamento de espécies Bovini fez determinar relacionamentos problemáticos.
O bisonte-da-estepe (Bison priscus) divergiu da linhagem que levou ao gado bovino (Bos taurus) há cerca de 2 a 5 milhões de anos. O gênero Bison está claramente no registro fóssil desde há 2 milhões de anos. O bisonte-da-estepe se espalhou pela Eurásia e foi o bisão que foi retratado nos desenhos rupestres antigas da Espanha e sul da França.
O bisão-europeu e o bisonte-da-estepe, surgiram sem evidências fósseis de outras espécies ancestrais entre o bisonte-da-estepe e o bisão-europeu, embora o bisão-europeu poderia ter surgido a partir da linhagem que levou ao bisão-americano se que a linhagem retrocruzadas com o bisonte-da-estepe. Mais uma vez, a teia de relações é confuso, mas há alguma evidência de que o bisão-europeu é descendente de bisões que haviam migrado da Ásia para a América do Norte, e depois voltaram para a Europa, onde eles cruzaram com Bisontes-da-estepe existente.
Em determinado momento, alguns Bisontes-da-estepe cruzaram criando com os antepassados do iaque moderno. Após esse cruzamento, uma população de Bisontes-da-estepe (Bison priscus) cruzaram a Ponte Terrestre de Bering para a América do Norte. Há evidências de vários cruzamentos de bisões de e para a Ásia desde há pelo menos 500 000 anos, e que se estendem até pelo menos há 220 mil anos. O bisonte-da-estepe espalhou através das partes do norte da América do Norte e Bisontes-da-estepe viveram na Eurásia até aproximadamente há 11 000 anos e na América do Norte até há 4000 a 8000 anos.
Bison latifrons (bisão-de-cornos-longos) é pensado para ter evoluído na América do Norte a partir de Bison priscus, após o bisonte-da-estepe cruzou para a América do Norte. Bisão-de-cornos-longos (Bison latifrons) apareceu no registro fóssil há cerca de 500 000 anos. Bison latifrons foi uma das muitas espécies da megafauna americana, que se tornaram extintas durante o Evento de Extinção do Quaternário. Acredita-se que desapareceram algumas 21 000 - 30 000 anos antes do presente, durante o final da Glaciação do Wisconsin.
O Bison latifrons (bisão-de-cornos-longos) foi substituída pela espécie Bison antiquus. Bison antiquus apareceram no registro fóssil da América do Norte há cerca de 250 000 anos. Bison antiquus por sua vez, evoluiu para o Bison occidentalis, em seguida, para a Bison bison ainda menor - o bisão-americano moderno - há cerca de 5000 a 10 000 anos. Alguns pesquisadores consideram Bison occidentalis ser uma subespécie de Bison antiquus.
Durante a grande redução populacional, consequência do grande abate de bisões-americanos durante o século XIX, o número de bisões que permanecem vivos na América do Norte recuou para um número baixíssimo de 541. Durante esse período, um punhado de fazendeiros reuniram remanescentes dos rebanhos existentes para salvar a espécie da extinção. Esses fazendeiros criados alguns dos bisões com o gado, em um esforço para produzir "cattleo". Cruzamentos acidentais também ocorriam. Geralmente, os touros nacionais machos foram cruzados com bisões fêmeas, produzindo descendência de que apenas as fêmeas eram férteis. Os animais mestiços não demonstraram qualquer tipo de vigor híbrido, então a prática foi abandonada. A proporção de DNA do gado que foi medido em indivíduos em introgressão e rebanhos de bisões de hoje é normalmente bastante baixa, variando 0,56 - 1,8%. Nos Estados Unidos, muitos fazendeiros estão agora utilizando o teste de DNA para abater a genética do gado residuais de seus rebanhos de bisões. A U.S. National Bison Association adotou um código de ética que proíbe os seus membros de deliberadamente fazer cruzamentos bisões com outras espécies.

### Alcance e população
Apesar de serem os parentes mais próximos do gado doméstico nativos da América do Norte, os bisões nunca foram domesticados pelos nativos americanos. Mais tarde, as tentativas de domesticação pelos europeus antes do século XX, tiveram êxito limitado. Os bisões foram descritos como tendo "temperamento selvagem e incontrolável"; eles podem saltar 1,8m na vertical e correr a 56 – 64 km/h quando agitados. Essa agilidade e velocidade, combinadas com o seu grande tamanho e peso, fizeram com que os rebanhos bisões facilmente escapassem ou destruíssem a maioria dos sistemas de vedação, incluindo a maioria dos arames farpados.
Há cerca de 500 000 bisões em cativeiro comercial (principalmente bisões-da-planície) em cerca de 4000 fazendas de propriedade privada. Sob as diretrizes da Lista Vermelha da IUCN, rebanhos comerciais não são elegíveis para consideração na determinação de uma designação Lista Vermelha, portanto, a população total do bisões calculado em rebanhos de conservação é de aproximadamente 30.000 adultos consiste de aproximadamente 20.000 indivíduos. Do total apresentado, apenas 15.000 total de indivíduos são considerados bisões selvagem na área de distribuição natural na América do Norte (free-ranging, não se limita principalmente por cercas).

### Habitat

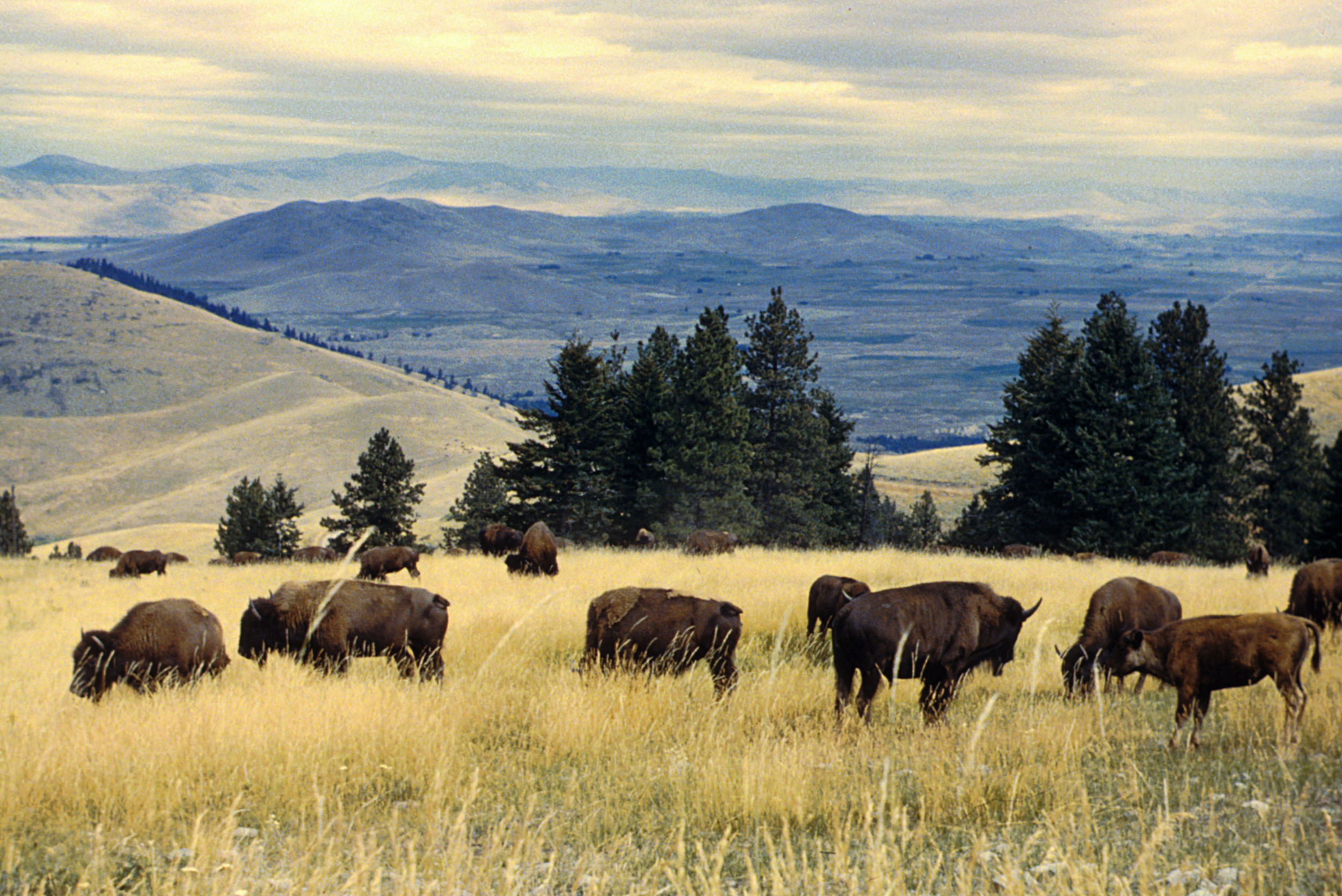
rebanhos de bisões pastando no National Bison Range em Montana.

Bisões-americanos vivem nos vales dos rios, e em pradarias e planícies. Habitat típico é campos abertos ou semi-aberto, bem como artemísia, terras semi-áridas e cerrados. Algumas áreas levemente arborizadas também são conhecidos historicamente por terem bisões. bisão também pasta em áreas acidentadas ou montanhosas, onde encostas não são íngremes. Embora não seja particularmente conhecida como animais de grandes altitudes, bisões no Parque Nacional de Yellowstone rebanhos de bisões são frequentemente encontrados em altitudes superiores a 2.400 metros rebanhos também são encontrado nas planícies ao redor do Henry Mountains, Utah, bem como os vales montanhosos do Henry Mountains a uma altitude de 3.000 metros.

### Pecuária

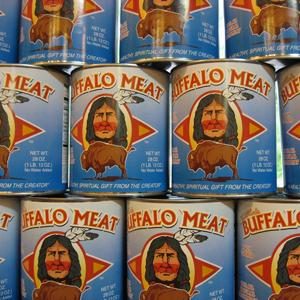
Carne de bisão enlatada

A maioria do bisões-americanos no mundo são criados para o consumo humano. Carne de bisão é mais baixa em gordura e colesterol, ainda mais proteína do que a carne, um facto que tem levado ao desenvolvimento de beefalo, um híbrido fértil de bisão e gado doméstico. Em 2005, cerca de 35.000 bisões foram abatidos para carne nos Estados Unidos, com a National Bison Association e USDA oferecendo um programa "Certified American Buffalo", com acompanhamento de nascido-para-consumo de bisões via marcas auriculares de RFID. Existe ainda um mercado para a carne de bisão Cashrut, estes bisões são abatidos em um dos poucos matadouros mamíferos Cashrut nos Estados Unidos, e a carne é distribuída em todo o país.
Bisões são encontrados tanto em público e em rebanhos privadas. Custer State Park, em Dakota do Sul é o lar de 1.500 bisões, um dos maiores rebanhos de capital aberto do mundo, mas há dúvidas sobre a pureza da genética dos animais. Funcionários dos animais selvagens acreditamos que rebanhos geneticamente puros em terras públicas na América do Norte só pode ser encontrada no Parque Nacional de Yellowstone, o Book Cliffs e Henry Mountains em Utah, no Parque Nacional de Wind Cave, em Dakota do Sul, Reserva Indígena Fort Peck em Montana, Mackenzie Bison Sanctuary nos Territórios do Noroeste, Parque Nacional Elk Island e Parque Nacional Wood Buffalo, em Alberta e Parque Nacional Prince Albert em Saskatchewan. Outro rebanho na Ilha do antílope em Utah, consistindo de 550 - 700 bisões, também é um dos maiores e mais antigos rebanhos públicos nos Estados Unidos, mas o bisão nesse rebanho são considerados apenas semi-livre, já que eles estão confinados até a Ilha do antílope. Além disso, estudos genéticos recentes indicam que, como a maioria dos rebanhos de bisões, as da Ilha do antílope tem um pequeno número de genes híbridos de gado doméstico. Em 2002, o governo dos Estados Unidos doou alguns bezerros de bisões de Dakota do Sul e Colorado ao governo mexicano. Seus descendentes vivem nas reservas naturais mexicanos El Uno Ranch em Janos e Santa Elena Canyon, Chihuahua, e Boquillas del Carmen, Coahuila, localizado perto das margens do sul do Rio Grande e da pastagem fronteira com o Texas e Novo México.
Recentes estudos genéticos de gado de propriedade privada de bisões mostram que muitos deles incluem animais com genes de gado doméstico. Por exemplo, o rebanho em Ilha de Santa Catalina, na Califórnia, isolada desde 1924 depois de ter sido levado para lá para uma cena de filme, foram encontrados para ter introgression gado. Estima-se que existem tão poucos como 12.000 a 15.000 bisões puros no mundo. Os números são incertos porque os testes usados para DNA mitocondrial data-análise indicam apenas se a linha materna (de volta da mãe para mãe) já incluído bovinos domesticados e, portanto, não dizer nada sobre a possível entrada do homem no processo. Verificou-se que a maioria dos híbridos exatamente como bisões de raça pura e, portanto, a aparência não é um bom indicador da genética.
O tamanho do rebanho domesticado canadense (questões genéticas de lado) cresceu dramaticamente através do 1990 e 2000. O Censo de 2006 da agricultura informou que o rebanho canadense tinha 195.728 cabeças, aumento de 34,9% desde 2001. Desse total, mais de 95% foi localizado no oeste do Canadá, e menos de 5% no Leste Canadense. Especificamente em Alberta foi a província com o maior rebanho, correspondendo a 49,7% do rebanho e 45,8% das explorações. Os seguintes maiores eram efetivos em Saskatchewan (23,9%), Manitoba (10%), e Colúmbia Britânica (6%). As principais regiões produtoras estavam em partes do norte das pradarias canadenses, especialmente no Parque Aspen, com a região do rio Peace (compartilhado entre Alberta e Colúmbia Britânica) começam o grupo mais importante, respondendo por 14,4% do rebanho nacional. Canadá também exporta carne de bisões, num total de 2.075.253 kg em 2006.

## Comportamento e ecologia

Sequência do galope de um bisão, montada a partir de fotografias de Eadweard Muybridge.

Bisões são migratórios as migrações de rebanhos podem ser direcionais, bem como de altitude em algumas áreas. Bisões se movimentam diariamente habituais entre os sítios de forrageamento durante o verão. Em um vales montanhas, bisões foram registrados viajando, em média, 3,2 km por dia. As faixas de verão de bisões parecem ser influenciados por mudanças sazonais da vegetação, intercalação e tamanho dos sítios de forrageamento, da rotina e do número de insetos que picam. O tamanho de conserva e disponibilidade de água também pode ser um fator. Bisões são basicamente herbívoros, comendo principalmente gramíneas e ciperáceas. Em suma de pasto, bisões predominantemente consumir gramíneas de estação quente. Em pradarias mistas, parece que as gramíneas de estação fria, incluindo algumas ciperáceas, podem compor 79 - 96% de sua dieta. Em áreas montanhosas e do norte, ciperáceas são selecionados ao longo do ano. Bisões também bebem água ou consomem a neve em uma base diária.

### Comportamento social e reprodução

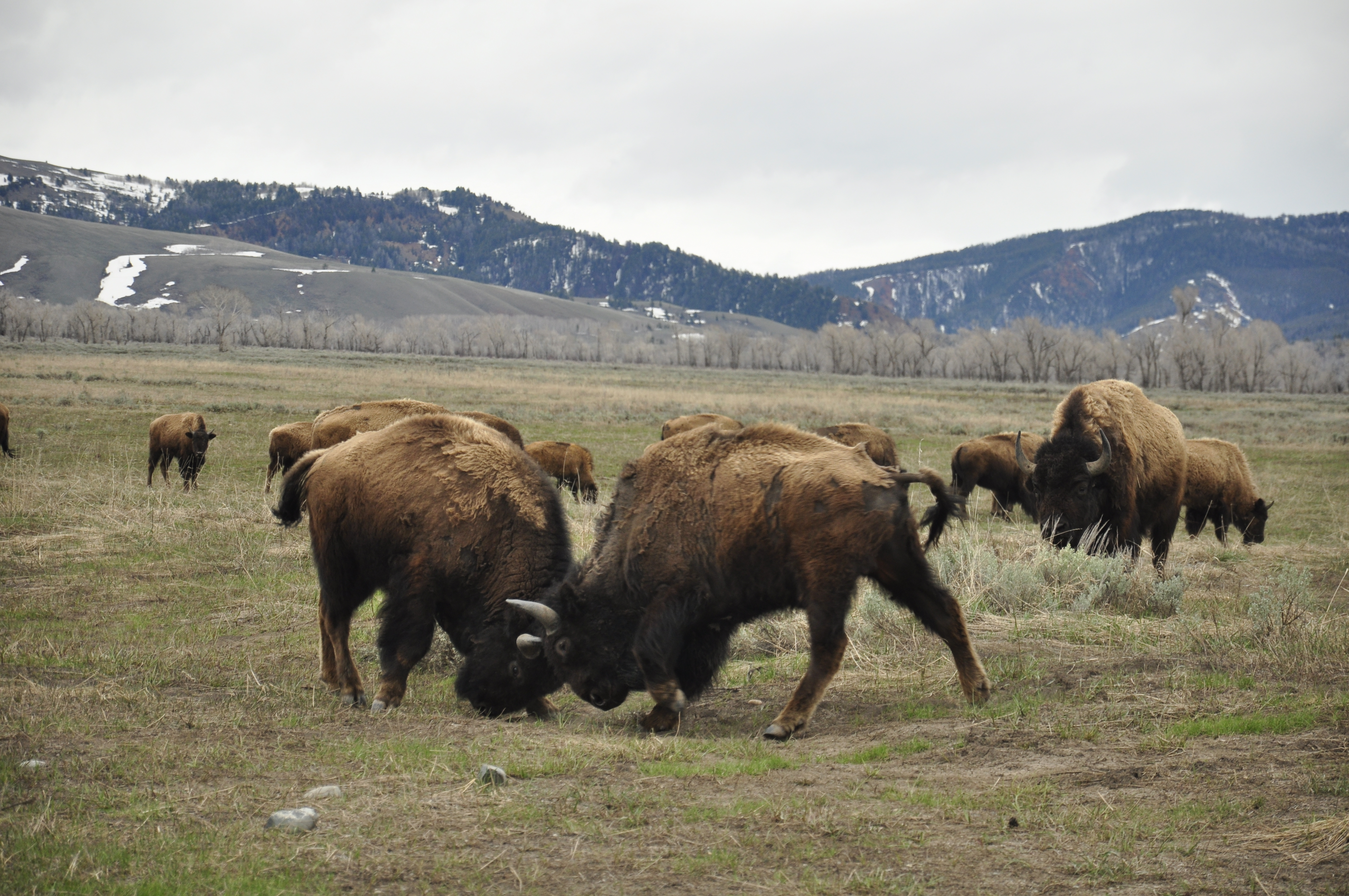
Bisões brigando em Parque Nacional de Grand Teton em Moose, Wyoming.

Bisões fêmeas vivem em manadas maternais, que incluem outras fêmeas e seus filhotes. A prole macho deixam seu rebanho materno com cerca de 3 anos para viver sozinho ou participar de outros rebanhos de machos. Rebanhos de machos e fêmeas normalmente não se misturam até a época de reprodução. Contudo efetivos fêmeas também pode conter alguns machos mais velhos. Durante a época de reprodução, os bisões dominantes mantem um pequeno harém de fêmeas para o acasalamento. Bisões individuais "tendem" até autorizados a companheira, por segui-los e afugentar machos rivais. O bisão tendendo irá proteger a visão da fêmea com o seu corpo, para que ela não verá quaisquer outros machos desafiadores. Um bisão desafiante pode abaixo ou rugir para chamar a atenção de uma fêmea e o bisão tendendo tem a berrar/rugir de volta. Os bisões mais dominantes acasalam nas primeiras 2-3 semanas da temporada. Bisões mais subordinados vão acasalar com qualquer fêmeas que estão restanto que não tenha acasalado ainda. Bisões machos não desempenham qualquer papel no desenvolvimento do filhote.
Manadas bisões tem hierarquias de dominação que existem para ambos os machos e fêmeas. Dominação de um bisão está relacionada à sua data de nascimento. Bisões nascidos no início da época de reprodução são mais propensos a ser maiores e mais dominante como os adultos. Assim bisões são capazes de passar em seu domínio para os seus descendentes como raça de bisões dominantes no início da temporada. Além de dominância, o bisão mais velho de uma geração também têm uma taxa de fertilidade maior do que os mais jovens. As fêmeas amamentar seus filhotes por pelo menos 7 ou 8 meses, mas a maioria dos bezerros parecem ser desmamados antes do final de seu primeiro ano.
Bisões foram observados para exibindo comportamentos homossexuais, machos muito mais do que as fêmeas. No caso de machos, é improvável estar relacionada com o domínio, mas sim para a ligação social ou ganhar experiência sexual.

### Repelente para os insetos
Casais de bisões no final da primavera e no verão, em áreas planas mais abertas. Durante o outono e inverno, bisões tendem a se reunir em áreas mais arborizadas. Durante este tempo. Eles vão esfregam seus chifres contra as árvores e até mesmo postes. Árvores aromáticas como cedros e pinheiros parecem ser preferidos. Parece estar associado com a defesa de insetos como ocorre na maioria das vezes, no outono, quando a população de insetos é mais elevado. Cedros e pinheiros emitem um aroma depois do bisão esfregar os chifres e isso parece ser usado como um repelente para os insetos.

### Parasitas
Os bisões se sujam de lama é uma depressão rasa no solo, que é utilizado, sendo úmido ou seco. Nessas depressões, cobrindo-se com a poeira ou lama. Explicações passadas e atuais hipóteses sugeridas para o comportamento de limpeza associado com o derramamento, a interação homem-homem (geralmente no cio comportamento), o comportamento social para a coesão do grupo, jogar comportamento, alívio de irritação da pele devido aos insetos que picam, redução de parasitas (carrapatos e piolhos) que carregam e termorregulação.

### Predação

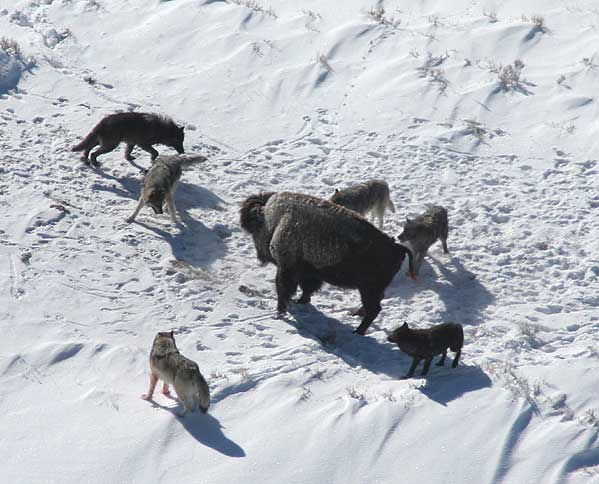
Um bisão-americano de pé, cercado contra uma matilha de lobos.

Embora muitas vezes protegidos contra predadores devido ao seu tamanho e força, em algumas áreas, bisões são regularmente predados por lobos. Normalmente picos no final da primavera e início do verão, com ataques geralmente sendo concentrado em fêmeas e bezerros. As observações mostraram que os lobos direcionam de forma mais ativa rebanhos com bezerros do que aqueles sem. O comprimento de um episódio predação varia, variando de alguns minutos a mais de nove horas. Bisões exibem cinco estratégias de defesa aparentes para proteger os bezerros de lobos: correr junto com uma fêmea, correndo com um rebanho, correndo para o bisão mais próximo, correndo na frente ou no centro de um rebanho em correria, e entrando em lagos ou rios. Quando fugiam de lobos em áreas abertas, fêmeas com bezerros jovens assumem liderança, enquanto os bisões machos ficam atrás dos rebanhos, para assegurar a fuga das fêmeas. Bisões geralmente ignoram os lobos já que não são visualizadas como comportamento de caça. Matilhas de lobos especializados em bisões tendem a ter um maior número de machos, com a sua dimensão maior em comparação com as fêmeas que lhes permite lutar suas presas ao chão de forma mais eficaz. Bisões saudáveis e adultos em rebanhos raramente são vítimas de predadores. O urso-cinzento também podem representar uma ameaça para os bezerros e, por vezes, os velho, bisões adulto feridos ou doentes.

### Perigos para os seres humanos
Bisões estão entre os animais mais perigosos encontrados pelos visitantes aos vários parques nacionais dos Estados Unidos e do Canadá e atacar os seres humanos se provocados. Eles aparentam ser lentos por causa de seus movimentos letárgicos, mas pode facilmente ultrapassar os seres humanos, bisões foram observados correndo tão rápido quanto 64 km/h.
Entre 1980 e 1999, mais pessoas foram feridas no parque nacional de Yellowstone por bisões que por ursos. Durante este período, bisões feriram 79 pessoas, com ferimentos que variam de feridas pontiagudas e ossos quebrados para contusões e escoriações. Ursos feriram 24 pessoas durante o mesmo período. Três pessoas morreram por causa das lesões sofridas, uma pessoa por bisão, em 1983, e duas pessoas por ursos em 1984 e 1986.

## Caça

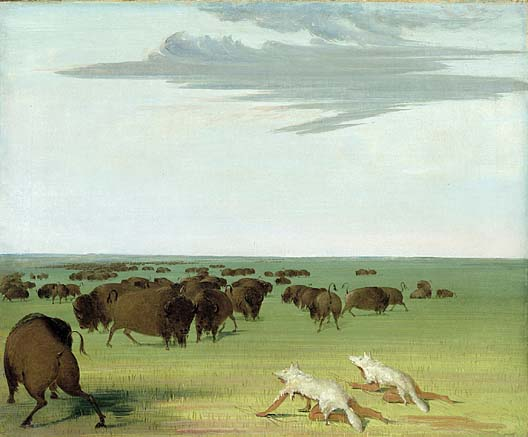
Índios usando pele de lobo para caçar bisões, 1832 - 1833.

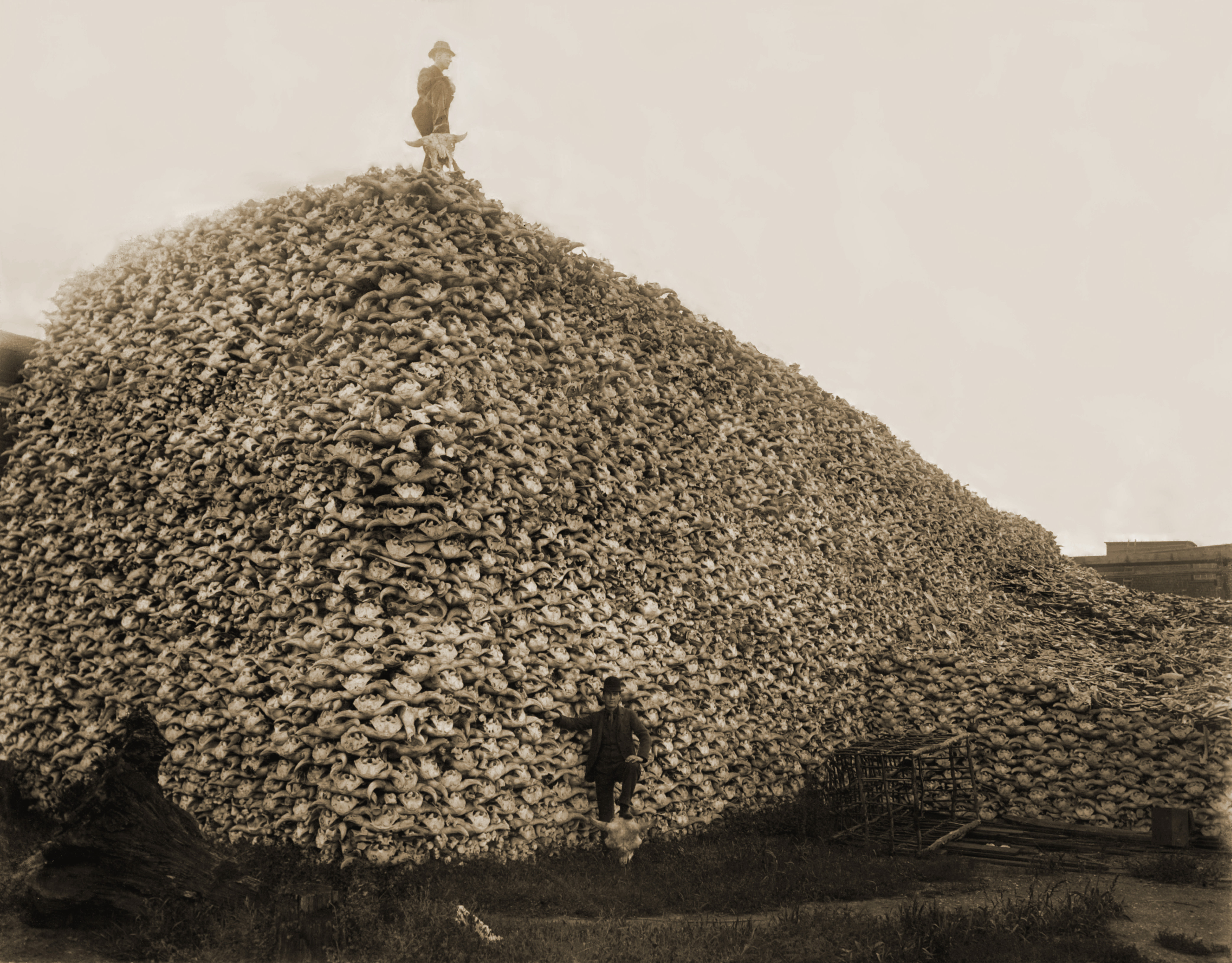
Uma montanha de crânios de bisões mortos por caçadores.

A caça ao búfalo (caça do bisão-americano) foi uma atividade fundamental para as tribos indígenas das planícies dos Estados Unidos, que foi adotado mais tarde pelos caçadores profissionais americanos, levando à quase extinção da espécie em todo o ano de 1890. Desde então, começou a se recuperar.
Antes da introdução do cavalo os indígenas norte-americanos tinham um grande trabalho para caçar o bisão. Como era impraticável correr atrás do animal, o índio mais veloz se disfarçava com a pele do bisão e ficava entre a manada e um precipício. Os animais eram espantados aos gritos pelo resto da tribo e o índio disfarçado corria na frente deles, guiando-os para o precipício. Próximo à borda o índio se protegia em local seguro e a manada despencava no abismo. Geralmente havia grande desperdício, uma vez que a quantidade de animais mortos era muito superior às necessidades.
Outra maneira de fazê-los cair era colocando fogo na pradaria de modo que o rebanho ficasse entre o fogo e o penhasco.
Após a introdução dos cavalos a melhor maneira de caçar os bisões era com a lança ou com o arco e flecha, mesmo estando disponíveis as armas de fogo, uma vez que era muito difícil recarregá-las montado em cavalo em disparada. Em uma hora de uma caçada normal oitenta a cem índios abatiam uns quinhentos animais e como cada indivíduo adornava suas flechas à sua maneira, era fácil identificar quem abatera quais animais.
Outro método de caçar bisões era direcionar com gritos e gestos a manada para um curral disfarçado com troncos e pedras. Uma vez encurralados, os animais eram abatidos a flechadas.
Do bisão os índios aproveitavam a carne, a pele e o osso e o animal estava associado ao lado espiritual das tribos. Cordas e almofadas eram confeccionados com o pelo, ferramentos e utensílios eram feitos de ossos e cascos, linha de costura e cordas para arcos eram o destino dos tendões e cobertores, vestimentas e coberturas de tendas eram feitos da pele. Uma habitação normal exigia de doze a vinte peles de bisão. Os Blackfoot de Montana, Alberta e Saskatchewan consideravam como verdadeira a carne do bisão, sendo que carnes de outros animais eram consideradas de segunda classe.
A caçada individual não era permitida porque mesmo que o indígena abatesse um ou outro animal, ele assustaria a manada. Os infratores tinham suas armas quebradas, suas roupas rasgadas, sela e chicote destruídos, o rabo dos seus cavalos eram cortados e eles eram banidos a pé.
|  |  |  |

## Genética
Dois dos principais problemas que o sofre bisão de hoje são o gargalo genético e falta de diversidade genética que foi causado pelo pequeno número de bisões que sobreviveram a seu evento perto de extinção. Um segundo problema genético é a entrada de genes de gado doméstico na população de bisões, através de hibridização.
| Ano           | Bisão-americano (est) |
| ------------- | --------------------- |
| Antes de 1492 | 60,000,000            |
| 1890          | 750                   |
| 2000          | 360,000               |

Oficialmente, o "búfalo-americano" é classificada pelo governo dos Estados Unidos como um tipo de gado, e que o governo permite que os rebanhos particulares a ser gerido como tal. Isto é um reflexo das características que compartilham bisão com gado. Embora o bisão-americano (Bison bison) não é apenas uma espécie separada, mas é geralmente considerado como sendo de um gênero separado do gado doméstico (Bos primigenius), que claramente tem um monte de compatibilidade genética e bisão-americano pode cruzar com o gado, embora só os descendentes do sexo feminino na primeira geração são férteis. Estes híbridos femininos podem ser criados de volta a qualquer bisão ou touros nacionais, resultando em um ou outro 1⁄4 ou 3⁄4 bisão jovem. Descendentes do sexo feminino a partir desta cruz também são férteis, mas os machos não são seguramente fértiles a menos que eles são ou 7⁄8 bisão ou 7⁄8 doméstica. Além disso, quando eles cruzam, animais mestiços da primeira geração tendem a olhar muito como bisões de raça pura, então a aparência é totalmente confiável como um meio de determinar o que é um bisão de raça pura e que é uma fêmea mestiça. Muitos pecuaristas deliberadamente cruzam o seu gado criado com bisões, e também seria de se esperar que pudesse haver alguma hibridação natural em áreas onde o gado e bisões ocorrem no mesmo intervalo. Desde o gado e bisões comem alimentos semelhantes e toleram condições similares, que têm sido muitas vezes no mesmo intervalo juntos no passado, e oportunidade para cruzamento pode, por vezes, têm sido comuns.
Nas últimas décadas foram desenvolvidos testes para determinar a origem do DNA mitocondrial em bovinos e bisões, e verificou-se que a maioria dos rebanhos privados de "Búfalo" foram na verdade criados para cruzar com gado, e até manadas de bisões estaduais e federais tiveram algum DNA de gado. Com o advento dos testes de microssatélites de DNA nuclear, o número de rebanhos conhecidos para conter genes de gado aumentou. Apesar de cerca de 500.000 bisões existem em fazendas particulares e em rebanhos públicos, algumas pessoas estimam que, talvez, apenas 15.000 a 25.000 desses bisões são puros e não são realmente bisão-gado híbridos. "DNA a partir de gado doméstico (Bos taurus) foi detectado em quase todos os rebanhos de bisões examinado até o momento." Significativos rebanhos de bisões públicos que não parecem ter hibridizado genes de gado doméstico são do Parque Nacional de Yellowstone e Henry Mountains que foi iniciado com o bisão tirado de Parque de Yellowstone, os rebanhos de Parque Nacional de Wind Cave e Parque Nacional Wood Buffalo e rebanhos subsidiária começou a partir dele, no Canadá.
Um estudo de referência da genética dos bisões que foi realizada por James Derr da Texas A&M University corroborada isso. O estudo de Derr foi realizado na tentativa de determinar quais os problemas genéticos de bisões que podem repovoar áreas anteriores, e observou que bisão parecem estar indo muito bem, apesar de sua aparente gargalo genético. Uma possível explicação para isso pode ser a pequena quantidade de genes bovinos domésticos que estão agora na maioria das populações de bisões, embora esta não é a única explicação possível para o sucesso do bisão.

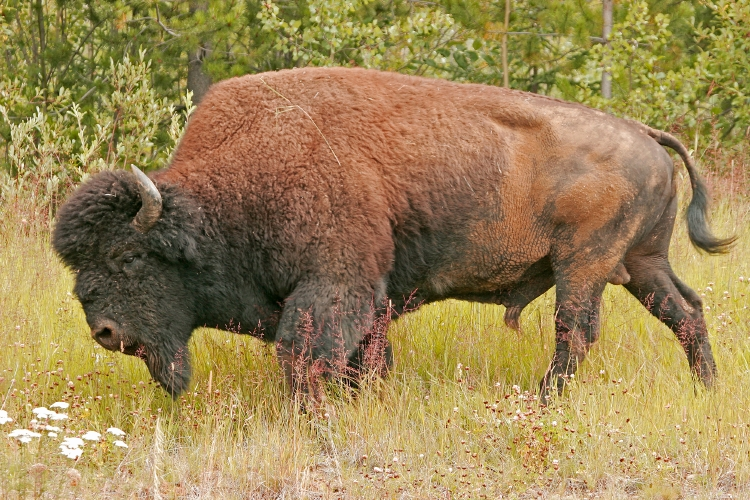
bisão-da-floresta em torno do Rio Coal no Canadá.

Nos genes bovinos do estudo também foram encontrados em pequenas quantidades durante todo a maioria dos rebanhos nacionais, estaduais e privadas. "Os experimentos de hibridização conduzidos por alguns dos proprietários dos cinco rebanhos da fundação do final de 1800, deixaram um legado de uma pequena quantidade de genética de gado em muitos de nossos rebanhos bisões existentes". Ele também disse, "Todos os rebanhos do estado foram testados propriedade (exceto possivelmente um) contêm animais com DNA de gado doméstico". Parece que o rebanho do estado que não tinha genes de gado foi de Henry Mountains de Utah. Também é notável que o rebanho começou inicialmente com animais retirados do Parque Nacional de Yellowstone. No entanto, a extensão do rebanho de Book Cliffs de Utah centrais foram misturando com os bisões de outra fonte, por isso não se sabe se a extensão do rebanho Book Cliffs também é livre de hibridização gado.
Um estudo separado por Wilson e Strobeck, publicado na Genome, foi feito para definir as relações entre as diferentes manadas de bisões nos Estados Unidos e Canadá, e para determinar se o bisões no Parque Nacional Wood Buffalo no Canadá e no Parque Nacional de Yellowstone rebanhos de bisões são subespécies possivelmente separadas e não são bisões-da-planície. Foi determinado que os bisões do Parque Nacional Wood Buffalo foram realmente cruzados com subespécies bisões-da-planície e bisões-da-floresta, mas que a sua composição genética predominante foi realmente a do esperado "Wood Buffalo". No entanto, os bisões do Parque Nacional de Yellowstone foram encontrados bisões-da-planície puros, e não qualquer das outras subespécies anteriormente sugeridas. Outro achado interessante foi que o bisões da Ilha do antílope em Utah parecia ser relacionamanto mais distante que bisões-da-planície, em geral, do que qualquer outro grupo de bisões-da-planície que foi testado, mas isso pode ser devido a deriva genética causada pelo pequeno tamanho de apenas 12 indivíduos na primeira população. Um lado achando disso foi que o Ilha do antílope parece estar mais intimamente relacionado com o Parque Nacional Wood Buffalo, embora os bisões da Ilha do antílope são realmente bisões-da-planície.

## Trilhas de bisões
As primeiras vias da América do Norte, exceto para os caminhos do tempo obliterado de mastodonte ou boi-almiscarado e as rotas dos Mound Builders, eram as trilhas feitas por bisões e veados na migração sazonal e entre os motivos que alimentam e lambem sal. Muitas dessas rotas, martelados por inúmeros cascos instintivamente seguindo as bacias hidrográficas e as cristas dos cumes durante o verão e nevascas de inverno, as trilhas foram seguidos pelos índios como cursos para áreas de caça". Eles eram de valor inestimável para os exploradores e foram adotados pelos pioneiros.
Trilhas de bisões eram caracteristicamente norte e sul, mas várias trilhas principais leste-oeste foram usados mais tarde como ferrovias. Algumas delas incluem a Cumberland Gap através das Blue Ridge Mountains no Kentucky. Umas das trilhas muito utilizada atravessaram o Rio Ohio e as cataratas de Ohio e no oeste, cruzando o Rio Wabash perto de Vincennes, Indiana. Na frase do senador Thomas Hart Benton, saudando esses sagazes caminho decisores, o bisão pavimentou o caminho para as ferrovias para o Pacífico.

## Bisão como um símbolo

O estado do Wyoming usa um bisão em sua bandeira.

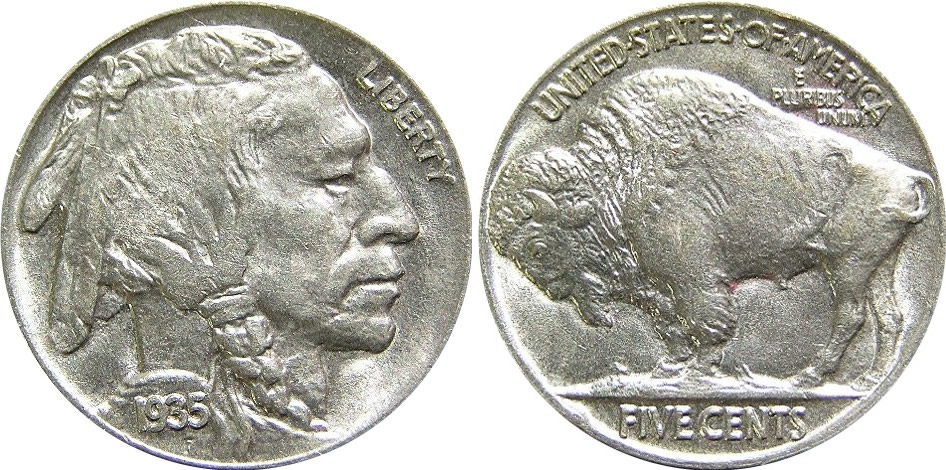
Buffalo nickel moeda de 1935, com um bisão-americano foi produzida 1913 - 1938.

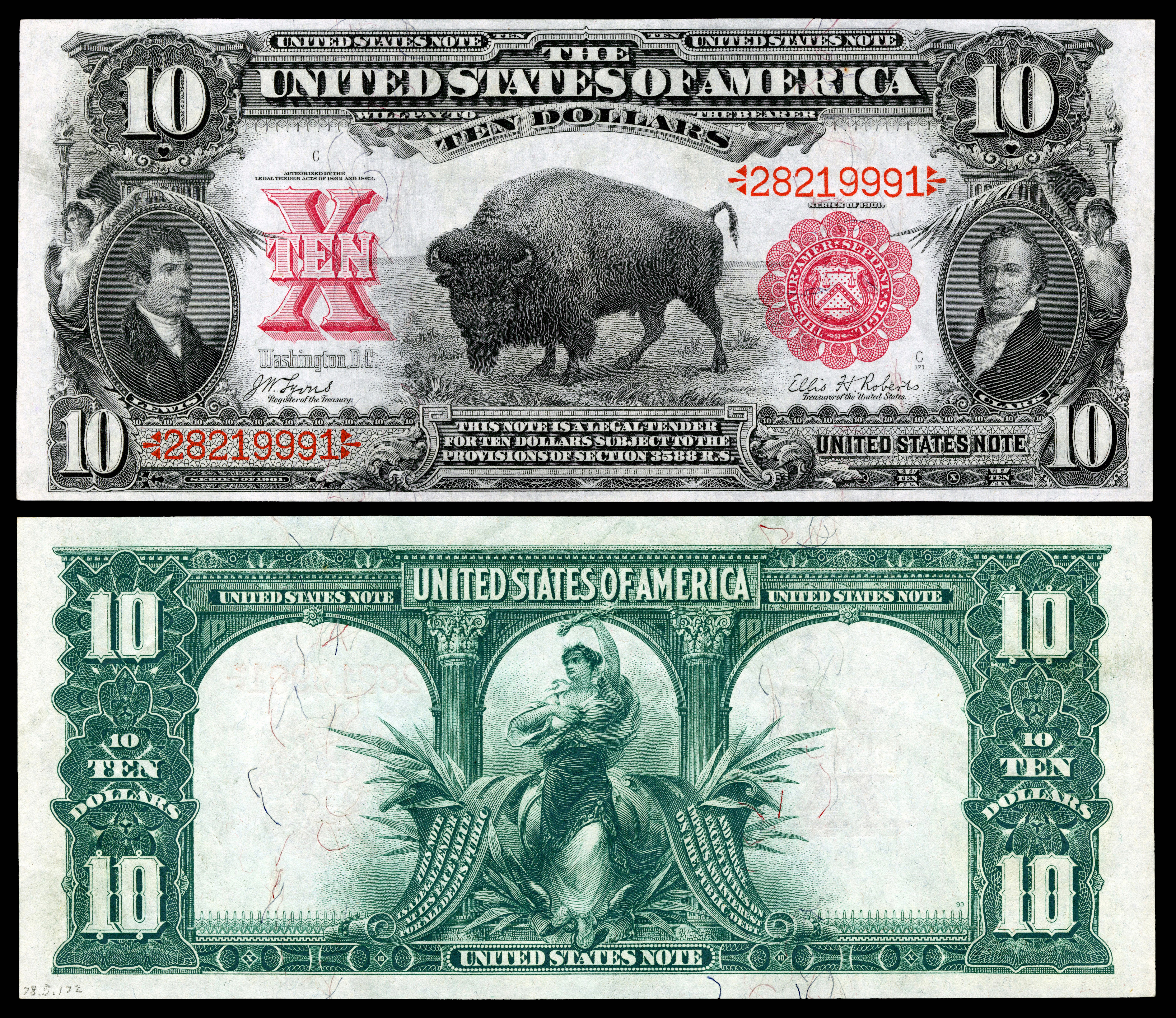
Serie de 1901 $10 Legal Tender retratando militar exploradores Meriwether Lewis, William Clark, e um bisão-americano.

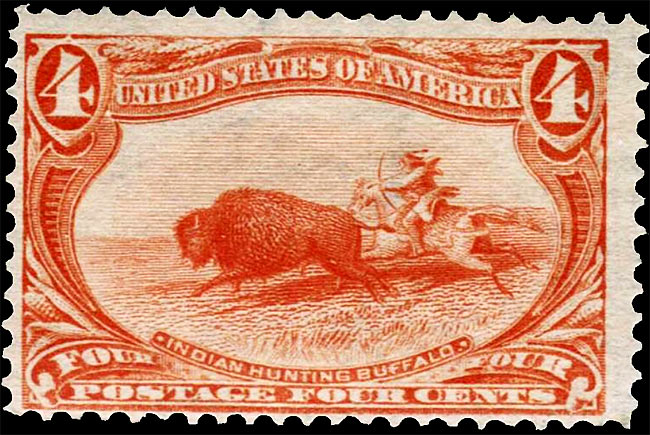
Primeiro selo postal com a imagem do bisão foi emitido EUA em 1898 - 4¢ "Indian Hunting Buffalo". Parte da série comemorativa da Exposição Trans-Mississippi.

O bisão-americano é frequentemente utilizado na América do Norte em selos oficiais, bandeiras e logotipos. Nos Estados Unidos, o bisão-americano é um símbolo popular no grandes planícies dos estados. Kansas, Oklahoma e Wyoming adotaram o animal como seus mamífero oficiais do estado, e muitas equipes esportivas escolheram o bisão como seu mascote. No Canadá, o bisão é o animal oficial da província de Manitoba e aparece na bandeira Manitoba. É também usado no brasão oficial da Real Polícia Montada do Canadá.
Várias moedas americanas apresentam o bisão, a mais famosa no verso do "Buffalo nickel" de 1913 - 1938. Em 2005, a Casa da Moeda dos Estados Unidos cunhou uma moeda com uma nova representação do bisão, como parte de sua série "Westward Journey". O Kansas e Dakota do Norte, parte da série "50 State Quarters", cada um tem o bisão na moeda. O estado de Kansas tem apenas o bisão e não apresentam qualquer escrito, enquanto o Dakota do Norte tem dois bisões. A moeda do Parque Nacional de Yellowstone também possui um bisão em pé ao lado de um gêiser.
Outras instituições que adotaram o bisão como um símbolo ou mascote incluem: 
- Departamento do Interior dos Estados Unidos
- Bethany College
- Universidade de Bucknell
- Buffalo
- Buffalo Bills
- Buffalo Bisons
- Buffalo Bulls
- Buffalo Grove High School
- Buffalo Sabres
- Universidade de Buffalo
- Submarino USS Buffalo
- Universidade do Colorado em Boulder
- Universidade Gallaudet
- Universidade Harding
- Universidade Howard
- Selo de Indiana
- Universidade Lipscomb
- Escudo de Manitoba
- Bandeira de Manitoba
- Universidade de Manitoba
- Universidade de Marshall
- Milligan College
- Partido Independente do Minnesota
- Ralph Nader (mascote para sua campanha de 2008 para presidente)[65]
- Nichols College
- Universidade do Estado da Dakota do Norte
- Universidade de Oklahoma Baptist
- Oklahoma City Thunder
- Universidade Point Park
- Real Polícia Montada do Canadá
- Southwestern Law School
- CFB Wainwright
- Texas A&M University
- O Município de Regional Wood Buffalo, Alberta

## Outras leituras
- Branch, E. Douglas. (1997) The Hunting of the Buffalo (1929, new ed. University of Nebraska Press,), classic history
- Dary David A. The Buffalo Book. (Chicago: Swallow Press, 1974)
- Flores Dan Louie (1991). «Bison Ecology and Bison Diplomacy: The Southern Plains from 1800 to 1850». Journal of American History. 78 (2): 465–85. JSTOR 2079530. doi:10.2307/2079530
- Gard, Wayne. The Great Buffalo Hunt (University of Nebraska Press, 1954)
- Isenberg, Andrew C. The Destruction of the Bison: An Environmental History, 1750–1920 (Cambridge University press, 2000)
- Lott, Dale F (2002). American Bison: A Natural History. [S.l.]: University of California Press. ISBN 0-520-24062-6
- McHugh, Tom. The Time of the Buffalo (University of Nebraska Press, 1972).
- Meagher, Margaret Mary. The Bison of Yellowstone National Park. (Washington DC: Government Printing Office, 1973)
- Rister Carl Coke (1929). «The Significance of the Destruction of the Buffalo in the Southwest». Southwestern Historical Quarterly. 33: 34–49
- Roe, Frank Gilbert. The North American Buffalo: A Critical Study of the Species in Its Wild State (University of Toronto Press, 1951).
- Shaw, James H. "How Many Bison Originally Populated Western Rangelands?" Rangelands, Vol. 17, No. 5 (Oct., 1995), pp. 148–150
- Smits, David D. "The Frontier Army and the Destruction of the Buffalo, 1865–1883," Western Historical Quarterly 25 (1994): 313–38 and 26 (1995) 203-8.
- Zontek Ken (1995). «Hunt, Capture, Raise, Increase: The People Who Saved the Bison». Great Plains Quarterly. 15: 133–49